# バングラデシュの政党
バングラデシュの政党（バングラデシュのせいとう）では、バングラデシュの政党を挙げる。

## 政党の一覧
- バングラデシュ民族主義党
- アワミ連盟
- 国民党
- イスラム協会
- バングラデシュ労働者党（共産党）

登録には条件をみたす必要がある。